# Moulicent
Moulicent foi uma comuna francesa na região administrativa da Normandia, no departamento Orne. Estendia-se por uma área de 34,71 km². Em 2010 a comuna tinha 290 habitantes (densidade: 8,4 hab./km²).
Em 1 de janeiro de 2016, passou a formar parte da nova comuna de Longny les Villages.